# Ocroeme tricolor
Ocroeme tricolor là một loài bọ cánh cứng trong họ Cerambycidae.